# Puits Soyez de Sincey
Le puits Eugène Soyez (dit « puits de Sincey ») est le principal charbonnage des houillères de Sincey. C'est aussi le seul charbonnage industriel du département de la  Côte-d'Or.
Creusé dès 1862 à Sincey-lès-Rouvray, il n'est pleinement opérationnel qu'en 1876. Il est le puits le plus productif du bassin minier et le dernier à fermer en 1908. Il est laissé à l'abandon tout au long du XXe siècle avant d'être remblayé en 1997 et les ruines démolies.

## Contexte
L'anthracite de Sincey-lès-Rouvray est découvert par le comte Champion de Nansouty en 1835. Après avoir connu la concurrence de la baronne de Candras, les puits des deux rivaux ferment avant 1842 et seuls les affleurements restent exploités. Après 1860, l'activité est relancée par Eugène Soyez, fondateur de la Compagnie des mines de l'Escarpelle, dans le bassin minier du Nord-Pas-de-Calais.

## Fonçage
Le fonçage commence en 1862 et le puits atteint 70 mètres de profondeur au cours de l'année. Le puits n'a alors qu'une section d'un diamètre de 2 mètres car il s'agit alors d'un puits de recherche. En 1867, le puits rencontre deux couches de bonne qualité ce qui permet à la compagnie de d'obtenir une concession. En 1873, le diamètre du puits est porté à trois mètres et le cuvelage est maçonné sur les 64 premiers mètres. Le puits permet alors la circulation de deux cages d’extraction munies de parachutes.
En 1876, le puits atteint sa profondeur définitive de 210 mètres et le fonçage est terminé.

## Installations de surface

Plan de la fosse après 1876 :

Après les bons résultats du puits, il est décidé d'en faire progressivement le site d’extraction principal du bassin minier. En 1871, le logement du directeur, des magasins et les bureaux sont édifiés à l'est du puits. L'année suivante, les baraquements en bois des années 1860 sont remplacés par un dépôt de stockage du charbon.
En 1876, le puits est équipé d'une nouvelle machine d'extraction de 100 ch fabriquée au Creusot. Elle est alimentée par des chaudières dont la haute cheminée culmine entre 30 et 40 mètres. La fosse est agrémentée d'une écurie, d'une forge, d'un atelier d'agglomération de l'anthracite et de fours à chaux.

## Exploitation
Malgré la concurrence frontale des grandes houillères de la région (Blanzy, Épinac et Decize), le puits reste ouvert jusqu’à l’épuisement des couches, en 1908,.

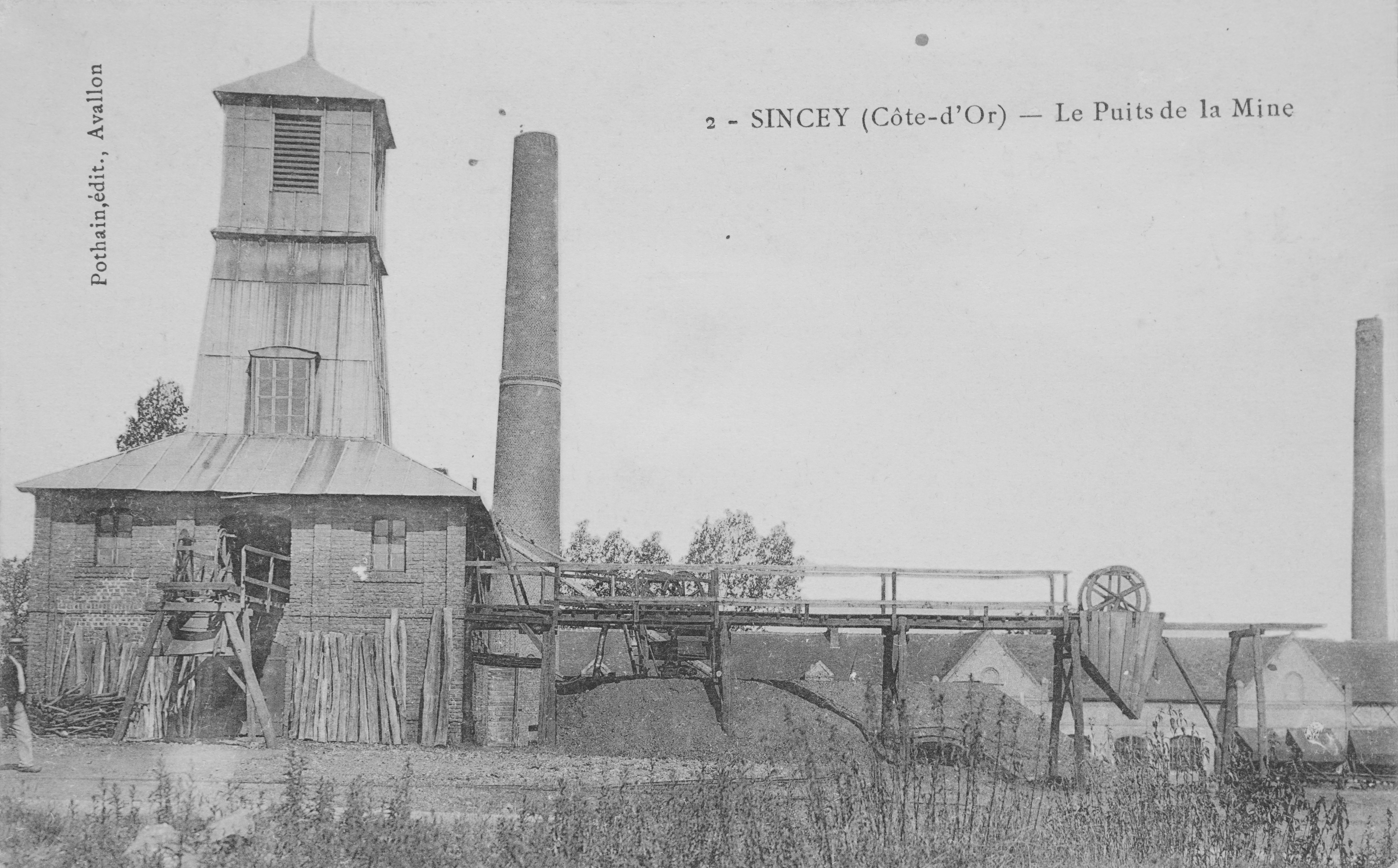
Vue générale du carreau en activité.

## Abandon et reconversion
Après la fermeture, les bâtiments, les machines et le matériel sont laissés tels-quels dans l'éventualité d'une reprise de l'activité. Sous l'Occupation, l'outillage est transféré à la mine des Télots, mais les bâtiments et le puits sont laissés intacts.
En 1997, les services de la DRIRE et du BRGM démolissent les bâtiments et remblaient le puits sur toute sa hauteur. Ces travaux détruisent ainsi un patrimoine industriel unique dans le département.

Ruines des installations du puits de Sincey.
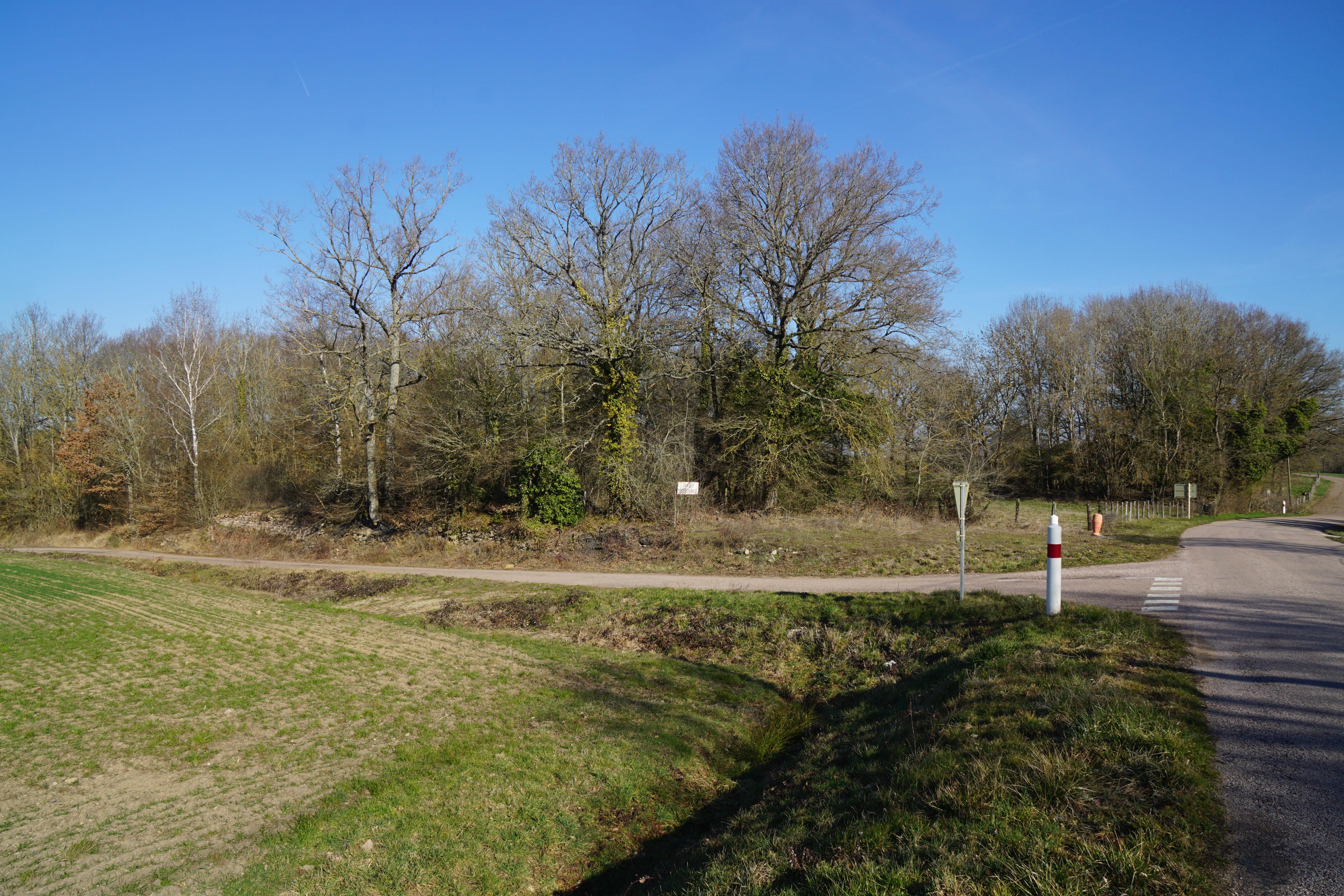
Vue générale depuis le carrefour.
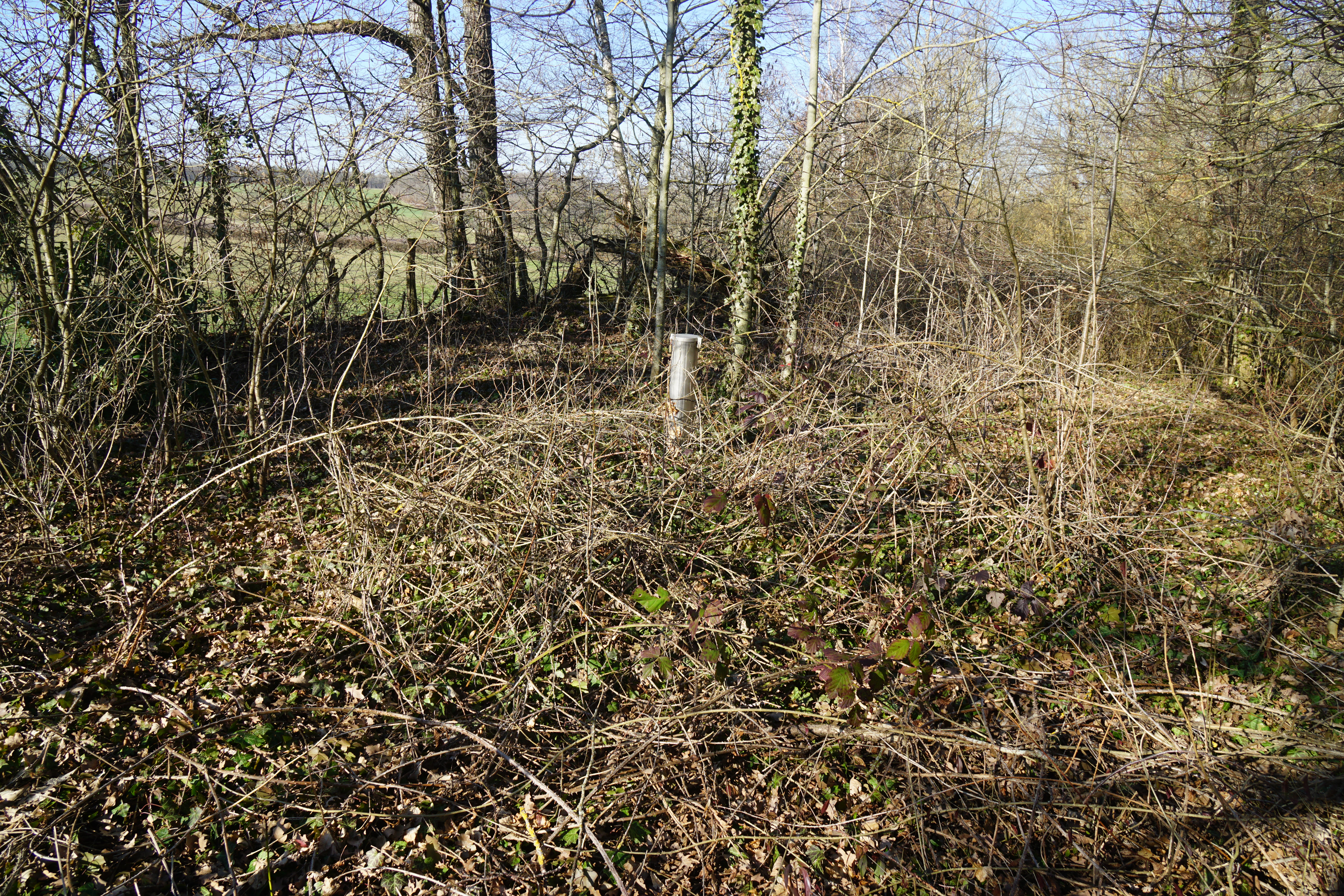
Emplacement du puits avec un piézomètre.
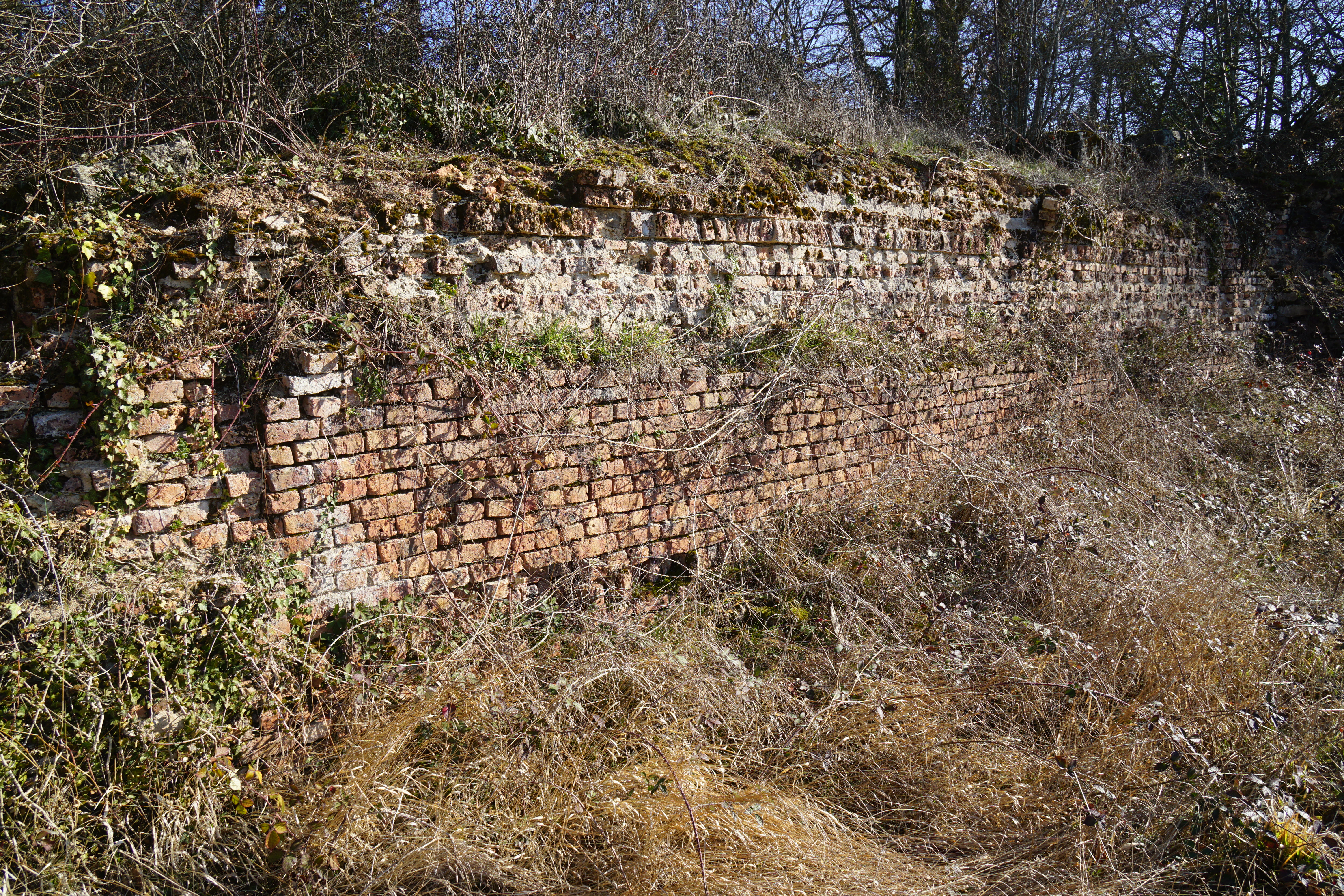
Fondations du bâtiment de la machine d'extraction.
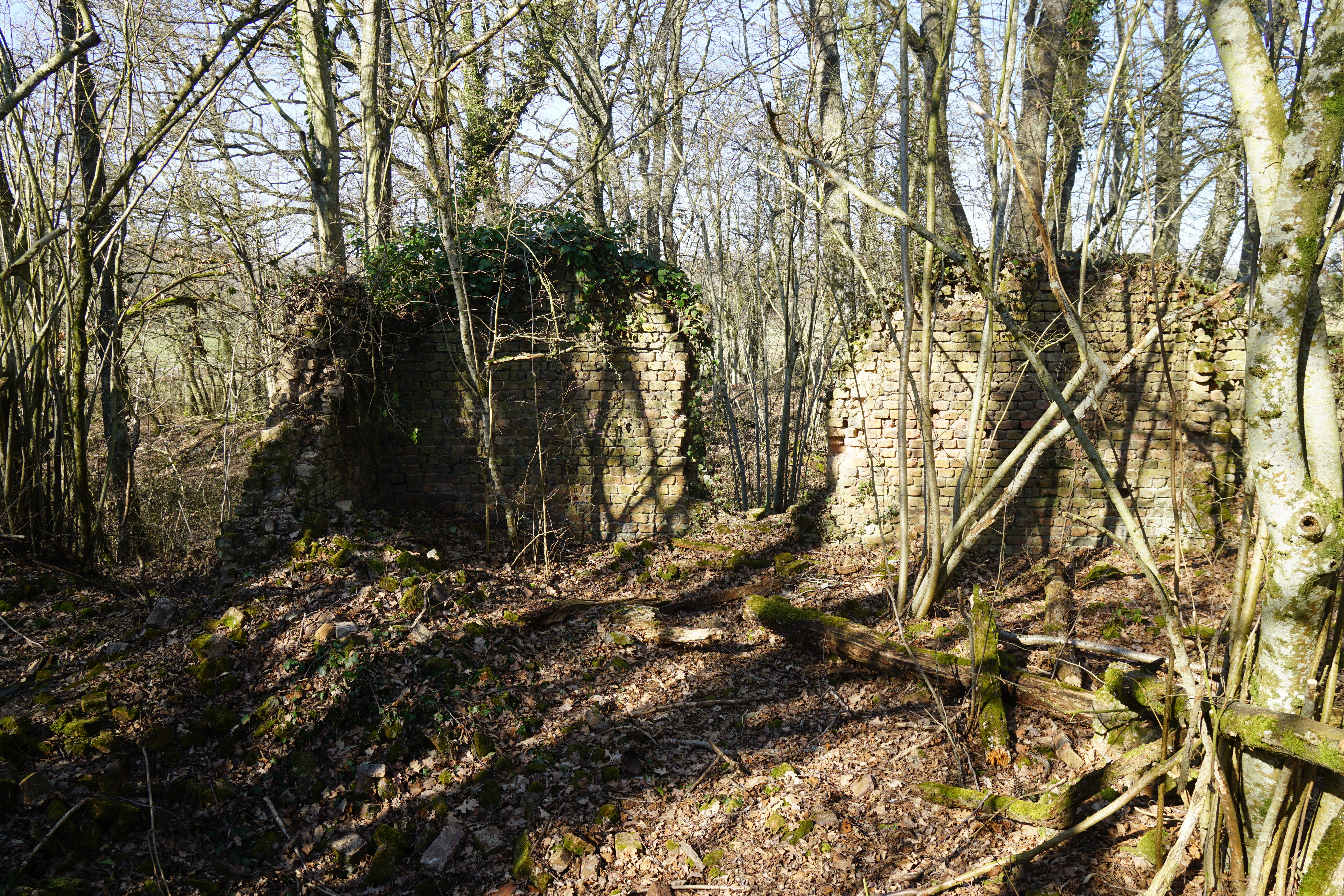
Mur des ateliers.

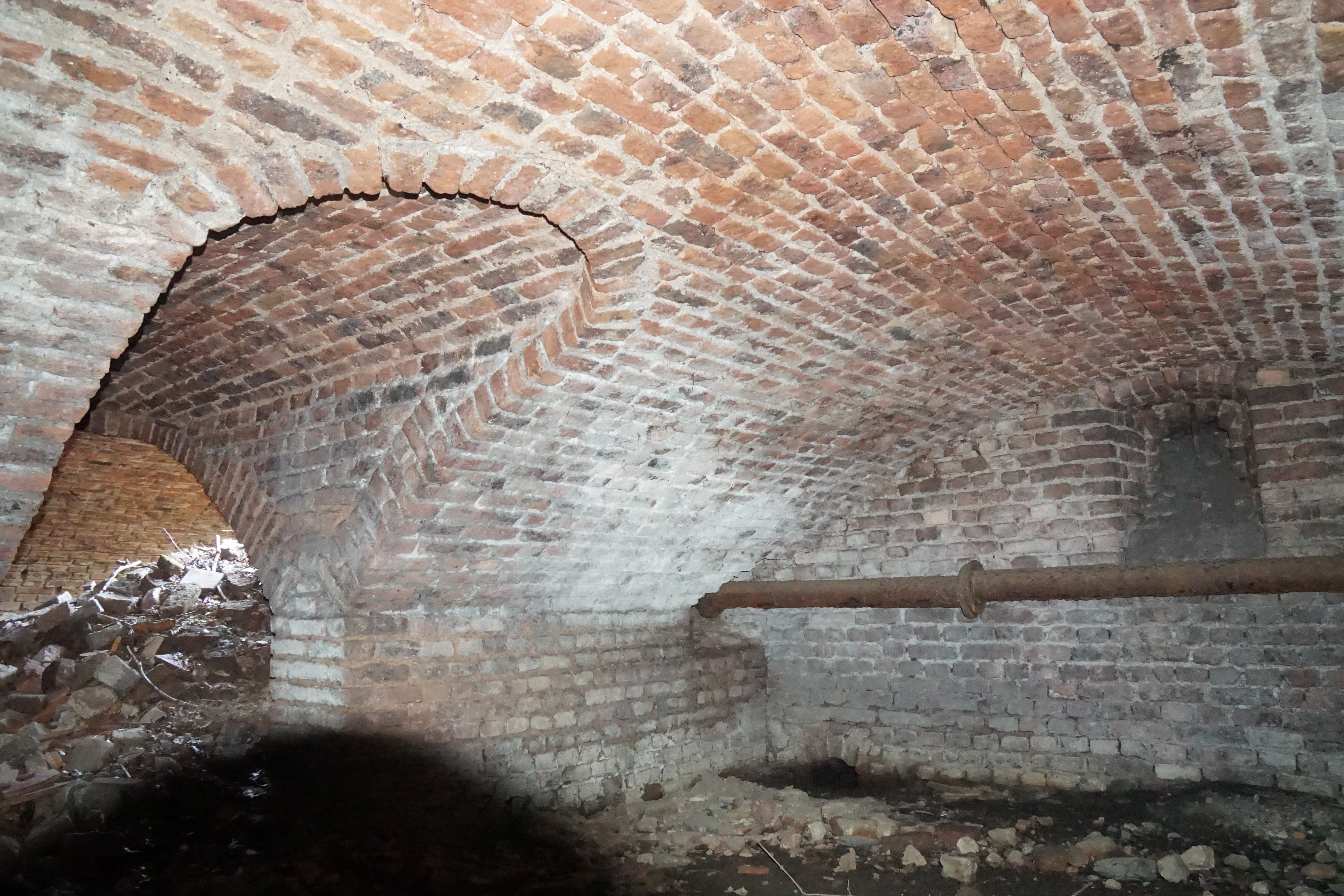
Sous-sol des ateliers.
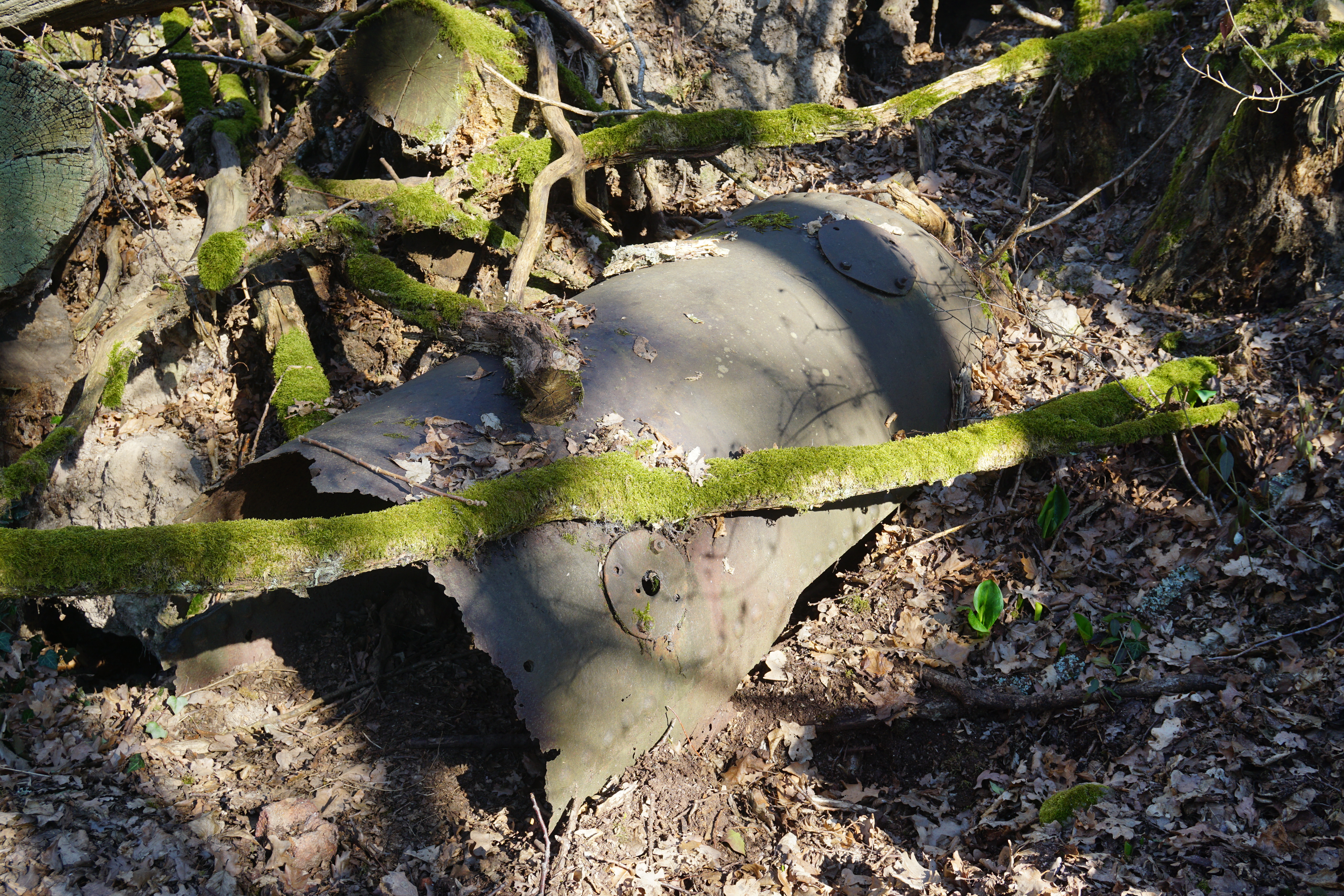
Fragment de chaudière à vapeur.
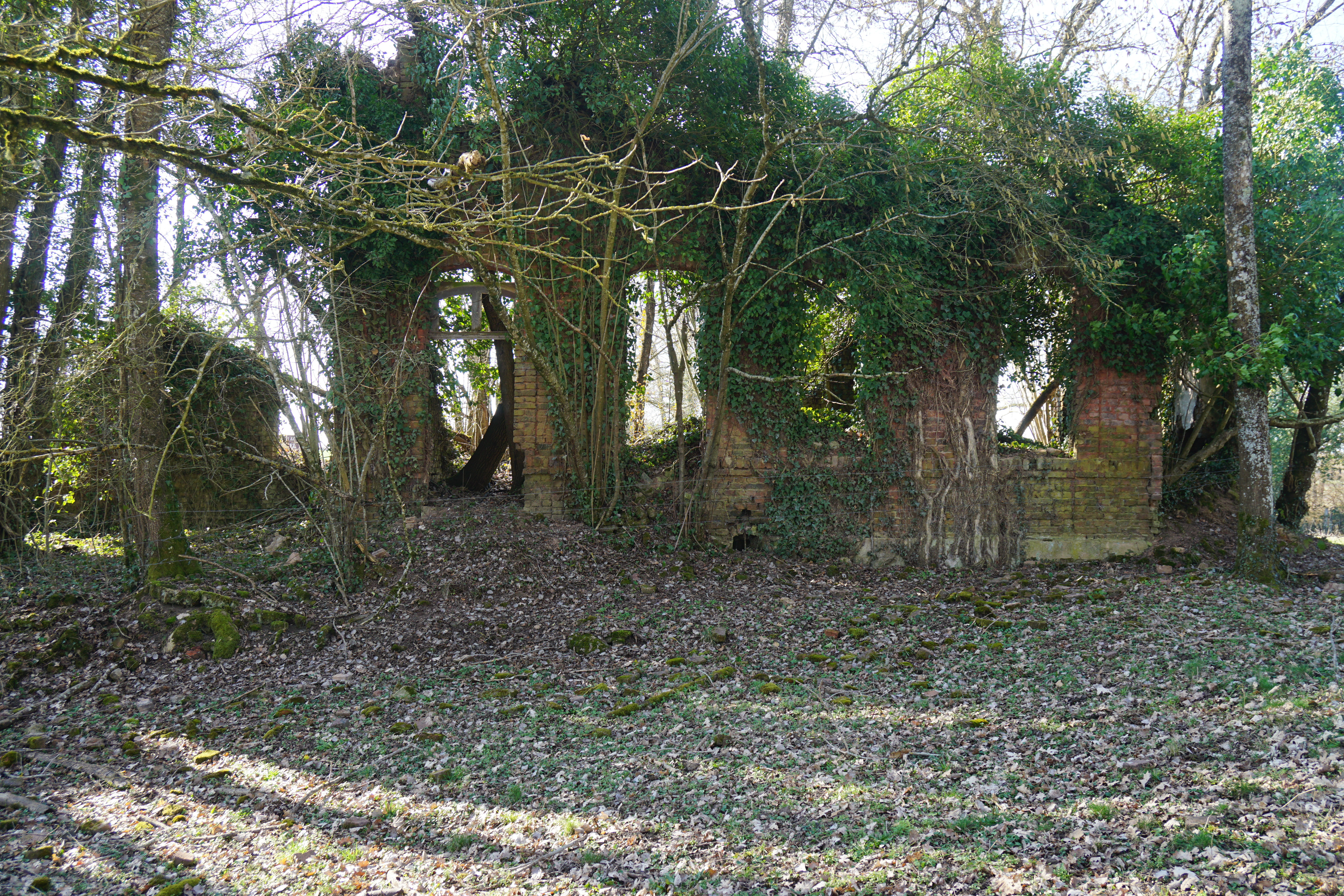
Ruine de la maison du directeur.
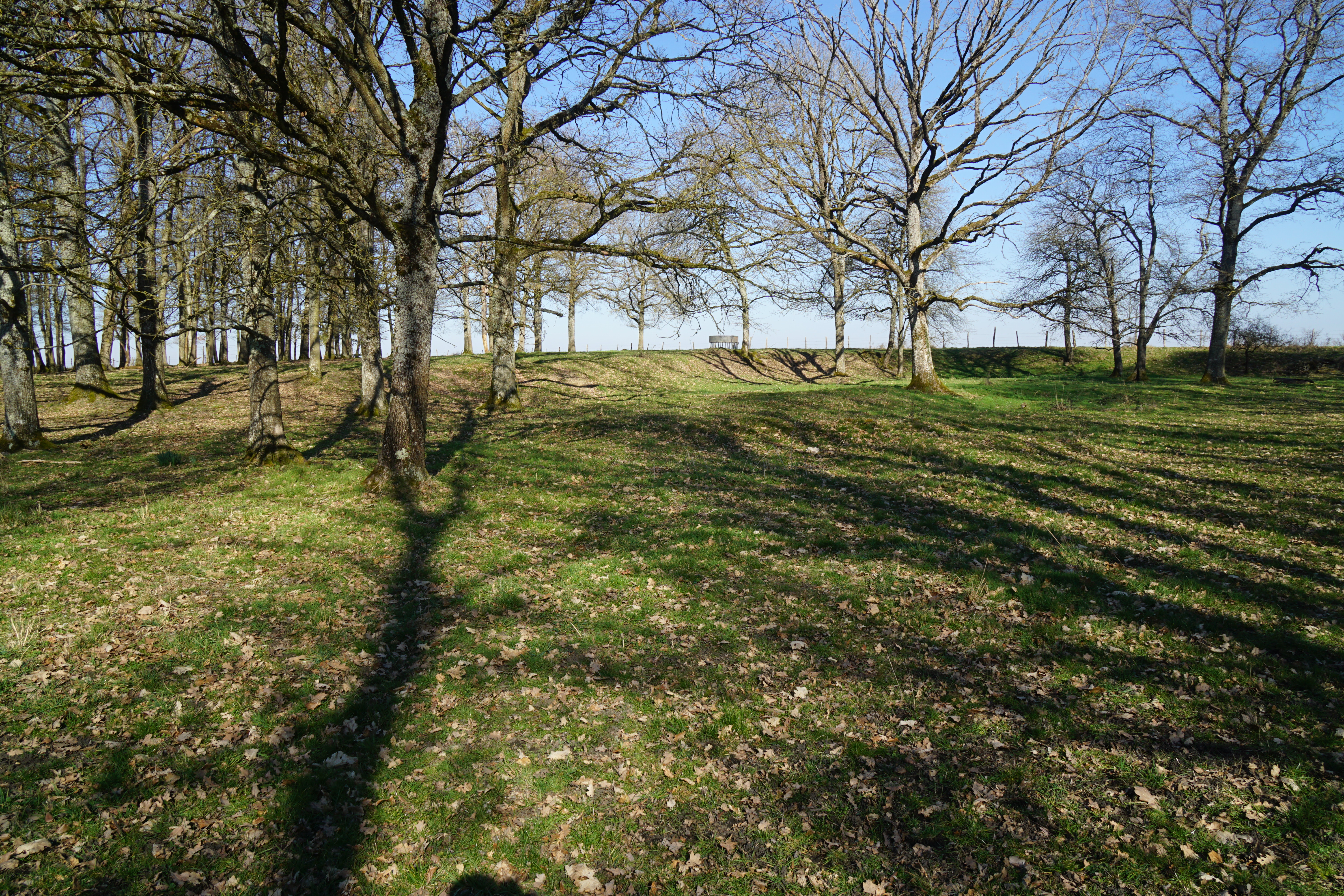
Le terril.